# Iolanda Margherita af Savoyen
Prinsesse Iolanda Margherita af Savoyen (italiensk: Iolanda Margherita Milena Elisabetta Romana Maria di Savoia) (1. juni 1901 – 16. oktober 1986) var en italiensk prinsesse, der var datter af Kong Victor Emanuel 3. af Italien og dennes hustru Elena af Montenegro. Hun blev gift med grev Giorgio Carlo Calvi di Bergolo.